# Poslanica za svetovni dan miru 1. januarja 2004
Poslanica za svetovni dan miru 1. januarja 2005 (izvirno italijansko Messaggio di sua santità Giovanni Paolo II per la celebrazione della giornata mondiale della pace) je papeška poslanica za svetovni dan miru, ki ga je napisal papež Janez Pavel II. leta 2004.
V zbirki Cerkveni dokumenti - nova serija je to delo izšlo leta 2005 kot 6. cerkveni dokument (kratica CD NS-6).